# Josvabogen
Se også Josva, som denne bog er opkaldt efter.
Josvabogen er den sjette bog i Bibelen.

## Josvabogens struktur
1. 1-12	Indtræden i landet og landnamstid (Jeriko indtages (6))
2. 13-21	Fordeling af landet stammevis
3. 22	De østlige stammer vender hjem
4. 23	Josvas afskedstale